# Jungia
Jungia är ett släkte av korgblommiga växter. Jungia ingår i familjen korgblommiga växter.

## Dottertaxa tillJungia, i alfabetisk ordning[1]
- Jungia auriculata
- Jungia axillaris
- Jungia beckii
- Jungia bogotensis
- Jungia brachyphylla
- Jungia calyculata
- Jungia coarctata
- Jungia colombiana
- Jungia crenata
- Jungia ferruginea
- Jungia floribunda
- Jungia gracilis
- Jungia karstenii
- Jungia paniculata
- Jungia pauciflora
- Jungia polita
- Jungia pringlei
- Jungia pubescens
- Jungia revoluta
- Jungia rugosa
- Jungia schuerae
- Jungia sellowii
- Jungia sericea
- Jungia sordida
- Jungia spectabilis
- Jungia stuebelii
- Jungia trianae
- Jungia weberbaueri
- Jungia woodii